# Phyllagathis scorpiothyrsoides
Phyllagathis scorpiothyrsoides är en tvåhjärtbladig växtart som beskrevs av Chieh Chen. Phyllagathis scorpiothyrsoides ingår i släktet Phyllagathis och familjen Melastomataceae. Inga underarter finns listade i Catalogue of Life.